# Audel Laville
Audel Josiah O'Neil Laville (Sineku, Dominica, 14 de septiembre de 2002) es un futbolista dominiqués que juega como mediocampista en el Dublanc F. C. del Campeonato de fútbol de Dominica. Es internacional con la selección nacional de Dominica.

## Selección nacional
Comenzó su carrera juvenil con la selección Sub-20 de Dominica el 6 de noviembre de 2018 en el Campeonato Sub-20 de CONCACAF de 2018 celebrado en los Estados Unidos, en una victoria por 2-1 contra Martinica, que no es miembro de la FIFA.
Dos semanas después del torneo, el 20 de noviembre, hizo su debut absoluto en la clasificación de la Liga de Naciones de CONCACAF contra Sint Maarten, que no es miembro de la FIFA, en una victoria por 0-2.
El 18 de noviembre de 2019, Laville anotó su primer gol con Dominica contra San Vicente y las Granadinas en la victoria por 1-0 en la Liga de Naciones de CONCACAF. Sin embargo, no alcanzó para evitar que Dominica fuera relegada a la Liga C.

### Goles internacionales
| N.º | Fecha                   | Sede                                                                | Adversario                   | Gol  | Resultado | Competencia                                        |
| --- | ----------------------- | ------------------------------------------------------------------- | ---------------------------- | ---- | --------- | -------------------------------------------------- |
| 1.  | 18 de noviembre de 2019 | Parque Windsor, Roseau, Dominica                                    | San Vicente y las Granadinas | 1 –0 | 1-0       | 2019-20 CONCACAF Liga de Naciones B                |
| 2.  | 28 de marzo de 2021     | Estadio Olímpico Félix Sánchez, Santo Domingo, República Dominicana | Panamá                       | 1 –1 | 1–2       | Clasificación para la Copa Mundial de la FIFA 2022 |